# Armawir (Armenien)
Armawir (armenisch Արմավիր) ist die Hauptstadt der Provinz Armawir im Westen Armeniens.

## Namen

Armawir von oben, 2021

Das heutige Armawir wurde 1903 in der Nähe der Ruinen des antiken gegründet und hieß während der sozialistischen Zeit bis 1992 Hoktemberyan, Hoktemberian, oder Oktemberyan (armenisch Հոկտեմբերյան Hoktemberjan). Die namensgleiche Stadt Armawir in Russland wurde im 19. Jahrhundert von Armeniern aus Armawir gegründet.

## Einwohnerzahlen
In der Stadt leben 27.800 Einwohner (Stand 2023), wozu allerdings 23.200 Einwohner ländlicher Gebiete kommen, welche eingemeindet wurden. Dadurch beläuft sich die Gesamteinwohnerzahl der Gemeinde auf 51.000. 1989 hatte die Stadt mit 46.900 Einwohnern eine deutlich größere Population. In der Folge sank die Einwohnerzahl merklich: Der Zensus von 2001 zeigt 32.034 Einwohner; für 2008 gibt es mit geschätzten 26.387 bereits eine ähnliche Einwohnerzahl wie heute.

## Geschichte

### Antike
Die Gegend wurde seit dem 5. oder 6. Jahrtausend v. Chr. bewohnt. Obsidianartefakte und Töpferware aus der Periode wurden gefunden. König Argišti I. von Urartu baute hier eine Festung und nannte sie Argištihinili.

### Moses von Choren
Moses von Choren (5. Jahrhundert) berichtet, dass König Vaharschak sich 149 v. Chr. in Armawir niederließ, dort einen Tempel baute und von seinem Günstling, dem Juden Schambu Bagarat (Bagratiden) verlangte, seine Religion aufzugeben und Götzen anzubeten. Schambu verweigerte den Befehl. Moses von Choren behauptet, man habe in Armavir, wie auch später in Bagaran und Artaschat Bilder von Sonne und Mond wie auch der arsakidischen Vorfahren angebetet. Ferner schreibt er, dass Tigranes II., dessen Regierungszeit er als 90–36 v. Chr. angibt, eine Expedition nach Palästina schickte, um Rache an Königin Kleopatra VII. von Ägypten zu nehmen, und so eine große Menge Juden in Gefangenschaft führte und in Armawir und Vardges ansiedelte. Moderne Historiker sind nicht der Überzeugung, dass Tigranes II. am Leben war, als Kleopatra VII. Königin von Ägypten wurde. Moses sagt weiterhin, dass die Juden später von Armawir nach Ernanda gebracht wurden und unter König Artaxias I., den er bei 85-127 ansiedelt, wiederum in die neue Hauptstadt Artaschat umgesiedelt wurden. Von dort soll Schapur II. von Persien, als er 360-370 in Armenien einfiel, 30.000 armenische und 9.000 jüdische Familien deportiert haben; Artaschat wurde vollständig zerstört.
Es wurden Tontafeln aus der achämenidischen Zeit entdeckt, die auf elamisch Episoden des Gilgamesch-Epos enthielten. Als im Jahr 331 v. Chr. Armenien unter den Orontiden die Unabhängigkeit vom Achämenidenreich erlangte, wurde Armawir Hauptstadt Armeniens. Verschiedene Inschriften auf Altgriechisch aus dem 3. Jahrhundert v. Chr. enthalten Poesie von Hesiod, Stücke von Euripides, eine Liste von makedonischen Monaten und Namen von orontidischen Königen. Armawir wurde vom Seleukidenreich, den Parthern, dem Königreich Armenien, dem Römischen Reich, dem Sassanidenreich und dem Byzantinischen Reich erobert, bis es 645 die Arabern einnahmen.

### Mittelalterliches Armawir
Die arabische Oberherrschaft dauerte bis zum ersten Viertel des 9. Jahrhunderts. Die Sajiden verwalteten die Region im 9. Jahrhundert. Danach herrschten hier die Bagratiden.
Das Byzantinische Reich eroberte die Region 1045, aber verlor sie 1064 an die Seldschuken. Die Seldschuken benannten die Stadt in Serdarabad um. Die Region wurde nach der Auflösung des Reichs der Großseldschuken von den Georgiern, den Atabegs von Aserbaidschan und den Choresm-Schahs beherrscht. Die Mongolen eroberten die Region 1239 und gründeten 1256 das Ilchanat. Armawir kam 1353 an die Tschupaniden, 1357 an die Dschalairiden und 1388 an die Qara Qoyunlu. Timur eroberte 1400 Armawir. Qara Yusuf eroberte es 1407 wieder von den Timuriden zurück. Trotzdem besetzte der timuridische König Schāh Ruch die Region 1421 und 1429. Dschahan Schah, der ein Herrscher der Qara Qoyunlu war, eroberte es 1447.

### Vorrussisches Armawir
Die Herrschaft der Qara Qoyunlu dauerte bis zu ihrer Niederlage gegen Uzun Hasan im Jahr 1468. Uzun Hasan war der Herrscher der Aq Qoyunlu, der Erzfeinde der Qara Qoyunlu. Die Herrschaft der Ak Qoyunlu hielt bis 1501, als Schah Ismail die Stadt eroberte. Ismail war der Gründer der Safawiden. Armawir wurde in kurzer Zeit mehrmals von den Osmanen erobert und zwar 1514, 1534, 1548 und 1553. 1585 eroberten es die Osmanen wieder, doch Abbas I. holte Armawir 1603 wieder zurück. Armawir war dann von 1635 bis 1636 und von 1724 bis 1736 erneut von den Osmanen besetzt. Es wurde nach dem Tod Nader Schahs 1747 dem Khanat Jerewan, einem muslimischen Fürstentum unter dem Einfluss Persiens, angeschlossen.

### Russische Vorherrschaft

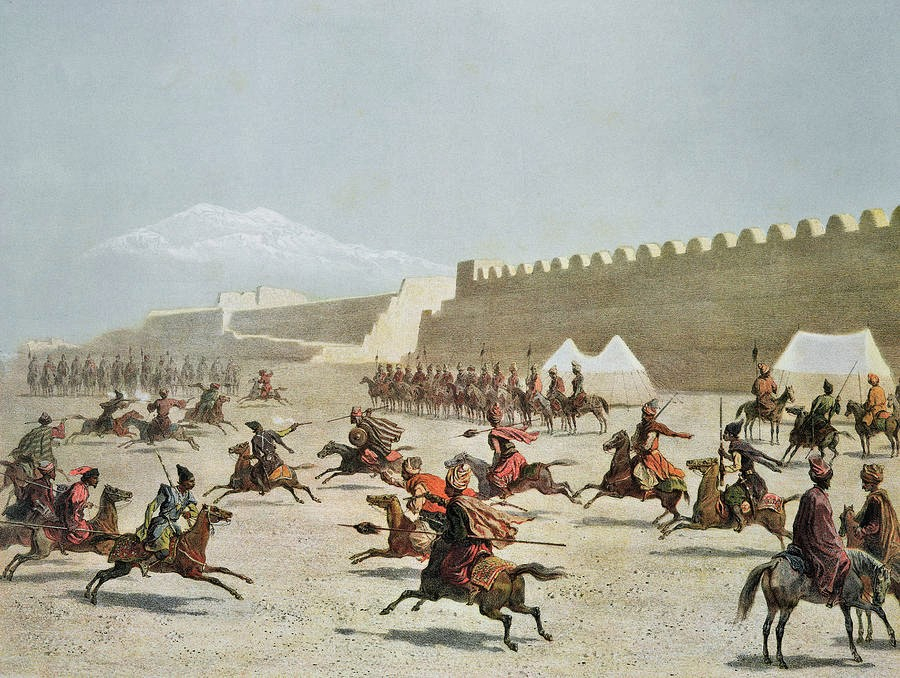
"Kunstreiten von Kurden und Tataren vor der Festung von Sardarabad in Armenien". Gemälde aus der Mitte des 19. Jhs. vom russischen Künstler Grigory Gagarin, der zu der Zeit dort Soldat war.

Grund des Russisch-Persischen Kriegs von 1826–1828 war, dass Persien Gebiete, die es zwischen 1804 und 1813 an das Kaiserreich Russland verloren hatte, zurückerobern wollte. Zunächst drängten die Perser die Russen 1826 aus Aserbaidschan hinaus. Aber der russische General Iwan Fjodorowitsch Paskewitsch eroberte nicht nur Aserbaidschan zurück, sondern besetzte 1827 auch das Chanat Jerewan. Dieses Gebiet um Armawir ging mit dem Frieden von Turkmantschai dann 1828 auch offiziell in russischen Besitz über. Armawir wurde zum Ujesd Serdarabad der Oblast Armenien, das seinerseits 1850 zum Gouvernement Eriwan wurde. Dies blieb so bis zur Februarrevolution 1917.
Im Jahr 1902 wurde der Betrieb des Abschnitts der Bahnstrecke Tiflis–Jerewan in Betrieb genommen, an dem Armawir liegt. Dessen Bahnhof wird aber im Personenverkehr heute nicht mehr bedient.

### Die Revolution von 1917 und der Armenisch-Osmanische Krieg
Nach der Februarrevolution war die Region unter der Kontrolle des Besonderen Transkaukasischen Komitees (russisch Особый Закавказский Комитет) der Provisorischen Regierung und nachfolgend Teil der kurzlebigen Transkaukasischen Demokratisch-Föderativen Republik.
Nach der Auflösung der Transkaukasischen Demokratisch-Föderativen Republik im Mai 1918 wurde Armawir zum Teil der Demokratischen Republik Armenien und hatte dann eine wichtige Rolle in der armenischen Geschichte wegen der Schlacht von Sardarapat. In der Schlacht schlugen armenische Truppen die Osmanische Armee zurück, deren Kaukasusfeldzug die Einnahme Jerewans zum Ziel hatte.
Trotzdem hatten die Osmanen den größten Teil des Gouvernement Jerewan besetzt, so dass die Armenier im Juni 1918 dem Vertrag von Batumi zustimmen mussten. Die Osmanische Armee zog sich später nach Unterzeichnung des Waffenstillstands von Moudros zurück und Armawir wurde im November 1918 wieder Teil der Demokratischen Republik Armenien.

### Sowjetisches Armawir
Am 29. November 1920 marschierte die 11. Rote Armee in Armenien ein. Die Bolschewiki nahmen am 4. Dezember 1920 Jerewan ein, nachdem die Demokratische Republik Armenien den Vertrag von Alexandropol unterschrieben hatte. Der Vertrag wurde durch den Vertrag von Kars ersetzt. Die Bolschewiki riefen in Armenien eine sozialistische Sowjetrepublik unter Führung von Aleksandr Miasnikyan aus. Diese wurde dann in die neu geschaffene Transkaukasische Sozialistische Föderative Sowjetrepublik 1922 aufgenommen. Der Name der Stadt wurde 1935 von Sardarapat in Hoktemberyan/Oktemberyan geändert.
Zwei Jahre nachdem Armenien seine Unabhängigkeit von der Sowjetunion verkündet hatte, wurde 1992 der Name der Stadt wieder zu Armawir geändert.

## Sport
- Araks Armawir (Fußballclub)

## Galerie

Blick auf das Zentrum, 2019
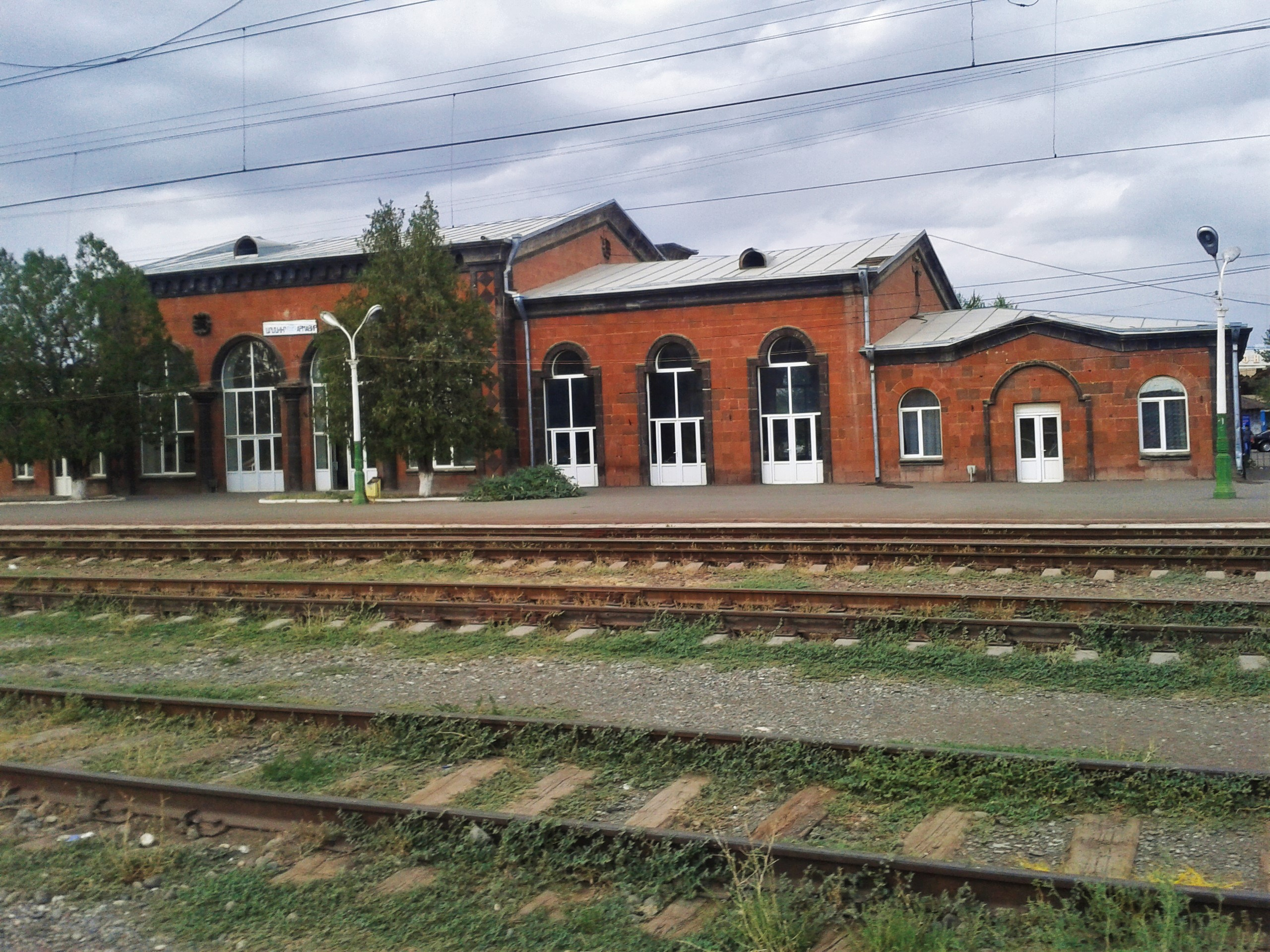
Bahnhof, 2017
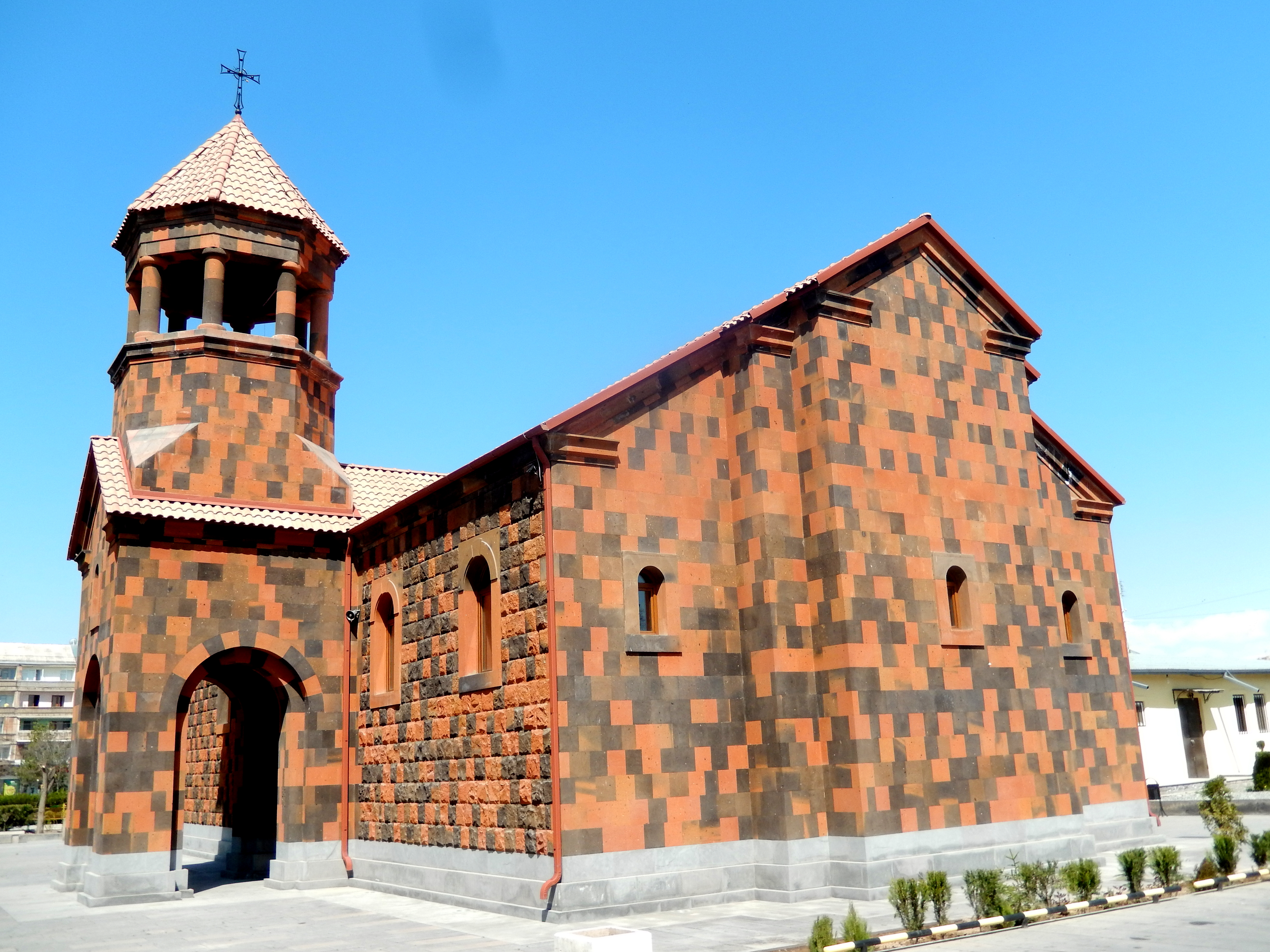
Kathedrale St. Gregor von Narek, 1996 erbaut